# Береснев, Роман Александрович
Роман Александрович Береснев (род. 28 ноября 1972 года; с. Истобенск Оричевского района Кировской области СССР) — российский чиновник, политический деятель. Председатель Законодательного собрания Кировской области VII созыва. Ранее — заместитель председателя Правительства Кировской области (дважды: с 2014 года по 2016 год и с 2020 года по 2021 год).

## Биография
В 1994 году завершил обучение в Кировском государственном пединституте по специальности «история». Спустя год возглавил в Оричевском районе администрацию Гарского сельсовета. С 1997 года по 2001 год работал на различных должностях от юрисконсульта до заведующего отделом в администрации Оричевского района Кировской области. В 1999 году получил второе высшее образование в Волго-Вятском институте Московской государственной юридической академии. В 2001 году стал заместителем главы администрации района.
С 2003 года работал на руководящих должностях в областном комитете, а затем управлении по делам молодежи. С 2006 по 2009 год занимал должность замруководителя администрации Правительства Кировской области. В 2010 году стал федеральным инспектором по Кировской области, в 2012 году — главным федеральным инспектором по Республике Марий Эл.
В 2014 году был назначен заместителем председателя Правительства Кировской области. В 2017 году стал главой областной Федерации профсоюзных организаций. 1 июня 2020 года вновь вступил в должность заместителя председателя правительства Кировской области.
30 сентября 2021 года на первом заседании регионального парламента был избран председателем Законодательного собрания Кировской области VII созыва. Его кандидатуру поддержали 27 из 38 присутствовавших депутатов. На этом посту он сменил Геннадия Коновалова, которого избрали в марте 2021 года.